# István Sőtér
István Sőtér (ur. 1 czerwca 1913 w Segedynie, zm. 7 października 1988 w Budapeszcie) – węgierski pisarz, historyk literatury, propagator polskiej literatury, badacz związków węgiersko-polskich i węgiersko-francuskich.
Studiował na Uniwersytecie Budapeszteńskim na wydziale filologii węgierskiej i francuskiej. Od 1952 był profesorem tej uczelni, zaś od 1963 – rektorem. Od 1957 pełnił również funkcję dyrektora Instytutu Nauki o Literaturze, w 1965 stał się członkiem węgierskiej Akademii Nauk. W 1960–1970 pracował jako prezes węgierskiego oddziału Pen Clubu; następnie został wiceministrem oświaty, a w latach 1971–1973 – prezesem Association Internationale de la Litteérature Comparée.

## Publikacje
- 1958: Adam Mickiewicz 1855–1955
- 1966: Aspects et parallélismes de la litteérature hongroise
- 1958: Pan Tadeusz de Mickiewicz
- 1976: Werthertöl Szilveszterig